# Patrick Arabeyre
Patrick Arabeyre, né le 25 octobre 1962 à Agen (Lot-et-Garonne), est un enseignant-chercheur, historien et archiviste français.
Archiviste paléographe, il est directeur d'études à l’École nationale des chartes, où il enseigne l’histoire du droit civil et du droit canonique depuis 2007, après avoir exercé comme conservateur du patrimoine aux Archives départementales de la Côte-d'Or et comme chargé de recherche au CNRS.

## Biographie

### Formation
Patrick Arabeyre est admis à l'École nationale des chartes à l'issue du concours d'entrée de 1982. Il y obtient le diplôme d'archiviste paléographe en 1987 après avoir soutenu une thèse d'établissement intitulée Les écrits  politiques de  Bernard de Rosier (c. 1400-1475), archevêque de Toulouse (1462-1475).

### Carrière professionnelle
Patrick Arabeyre est nommé conservateur du patrimoine aux Archives départementales de la Côte-d'Or à partir du 1er août 1987.
En 1999, il obtient un doctorat en histoire du droit à l'Université de Bourgogne avec une thèse intitulée Les idées politiques à Toulouse à la veille de la Réforme : recherches autour de l'œuvre de Guillaume Benoît (1455-1516), canoniste et rédigée sous la direction de Jean Bart. Le 1er octobre 2000, il est détaché en tant que chargé de recherche au CNRS et affecté au Centre Georges Chevrier, laboratoire interdisciplinaire de recherche sur les sociétés, les sensibilités et le soin. Il obtient une habilitation à diriger des recherches (HDR) en 2005 à l'Université Toulouse-I-Capitole, avec pour sujet « Historiographie, idées politiques et enseignement du droit en France (XIVe siècle—XVIe siècle) ».
Le 1er septembre 2007, Patrick Arabeyre est nommé directeur d'études à l’École nationale des chartes, sur la chaire de droit civil et de droit canonique.
Il est directeur du centre Jean Mabillon.

## Prix
- Deuxième prix Gobert de l'Académie des inscriptions et belles-lettres pour l'ouvrage Les idées politiques à Toulouse à la veille de la Réforme : rechercher  autour de l’œuvre de Guillaume Benoît (1455-1516) (2004)[9].

## Publications
- Atlas de Cîteaux, Précy-sous-Thil, L'Armançon, 1998 (BNF 37083768).
- Avec Jean-Louis Halpérin et Jacques Krynen, Dictionnaire historique des juristes français, Paris, mission de recherche Droit et Justice, 2006 (BNF 40950655), rééd. PUF 2007[10].
- (co-dir.) avec Brigitte Basdevant-Gaudemet, Les Clercs et les princes. Doctrines et pratiques de l’autorité ecclésiastique à l’époque moderne, Paris, Publications de l’École nationale des chartes, 2013.